# دیدورف
دیدورف (به آلمانی: Diedorf) یک شهر در آلمان است که در آوگسبورگ واقع شده‌است.